# Saison 5 de Vikings
Chronologie
Saison 4 Saison 6
La cinquième saison de Vikings, série télévisée canado-irlandaise, est constituée de vingt épisodes diffusée en deux parties du 29 novembre 2017 au 30 janvier 2019 sur History Canada et History États-Unis.

## Synopsis
À la suite de la mort de Ragnar, les Vikings ont levé la plus grande armée païenne jamais vue de mémoire d'hommes, afin d'attaquer les principaux royaumes d'Angleterre et venger la mort de leur roi. La Grande Armée, commandée par les Fils de Ragnar, a mené plusieurs batailles en Angleterre, et est arrivée à renverser les royaumes de la Northumbrie et du Wessex en supprimant leurs principaux monarques, d'abord Aelle de Northumbrie, puis Ecbert du Wessex.
Mais Aethelwulf, le fils d'Ecbert et nouveau roi du Wessex, a réussi à échapper au massacre avec sa famille et compte bien préparer une offensive pour prendre sa revanche sur la Grande Armée. Pour cela, il s'allie à un évêque combattant du nom d'Heahmund, qui déteste par-dessus tout le peuple viking.
Ces derniers, malgré leurs récentes victoires, restent cependant complètement isolés en plein territoire ennemi, d'autant que les conflits entre les fils de Ragnar s'intensifient, notamment après que Ivar eut assassiné son propre frère Sigurd au cours d'une querelle. Cet acte provoquera le début d'un énorme conflit fraternel qui va opposer et déchirer les fils de Ragnar entre eux. Cette célèbre guerre civile, en plus de décider de l'avenir du peuple viking, engendrera de lourdes répercussions non seulement dans le monde entier, mais influencera également les générations futures de combattants.

## Distribution

### Acteurs principaux
- Katheryn Winnick (VF : Barbara Beretta ; VQ : Geneviève Désilets) : la reine Lagertha
- Gustaf Skarsgård (VF : Jean-François Vlérick ; VQ : Antoine Durand) : Floki
- Alexander Ludwig (VF : Donald Reignoux) : Björn Côtes-de fer
- Peter Franzén (VF : Jérémie Covillault) : le roi Harald à la Belle Chevelure
- John Kavanagh (VF : José Luccioni ; VQ : Adrien Bletton) : le Voyant (Sejðmaðr), qui pratique le « Seiðr »
- Jasper Pääkkönen (VF : Cédric Dumond) : Halfdan le noir
- Moe Dunford (VF : Anatole de Bodinat) : le roi Æthelwulf de Wessex
- Alex Høgh Andersen (VF : Alexandre Nguyen) : Ivar le Désossé
- Marco Ilsø (VF : Fabrice Trojani ; VQ : Alexandre L'Heureux) : Hvitserk
- Jordan Patrick Smith (VF : Eilias Changuel) : Ubbe
- Jonathan Rhys-Meyers (VF : Adrien Antoine) : Heahmund

### Acteurs récurrents
- Jennie Jacques (en) (VF : Anouck Hautbois) : la reine Judith
- Georgia Hirst (VF : Caroline Lallau) : Torvi
- Josefin Asplund (VF : Deborah Perret) : Astrid
- Frankie McCafferty (VF : William Coryn ; VQ : Martin Desgagné) : Sinric
- Ida Marie Nielsen (VF : Léopoldine Serre) : Margrethe
- Ferdia Walsh-Peelo (en) (VF : Garlan Le Martelot (1re voix) puis Yoann Sover (2e voix)) : le prince Alfred
- Darren Cahill (VF : Gauthier Battoue) : le prince Æthelred
- Keith McErlean (VF : Eric Herson-Macarel) : Lord Denewulf
- Jonathan Delaney Tynan (VF : Olivier Chauvel) : Lord Cuthred
- Adam Copeland (VF : Bruno Choël) : Ketill Flatnose
- Kristen Holden-Ried (VF : Eric Aubrahn) : Eyvind
- Leah McNamara (en) (VF : Chloé Berthier) : Aud
- Ben Roe (VF : Alexis Gilot) : Guthrum
- Alicia Agneson (VF : Leslie Lipkins) : Freydis
- Dean Ridge (VF : Julien Crampon) : Magnus
- Tomi May (VF : François Siener) : Jarl Olavsonn
- Ragga Ragnars (en) (VF : Vanessa Van-Geneugden) : Gunnhild
- Róisín Murphy (VF : Audrey Sourdive) : Elsewith
- Steven Berkoff (VF : Jacques Frantz) : le roi Olaf
- Kristy Dawn Dinsmore (VF : Jessica Monceau) : Amma

### Invités
- Clive Standen (VF : Boris Rehlinger) : Rollo, jarl des Normands
- Karima McAdams : Kassia
- Khaled Abol Naga : Ziyadat Allah
- Erik Madsen : le roi Hemming
- Markjan Winnick : le roi Angantyr
- Tamaryn Payne : la veuve Ordlaf
- Albano Jerónimo : Euphemius
- Kieran O'Reilly : « Cheveux blanc »
- Laurence O'Fuarain : Hakon
- Eve Connolly (VF : Zina Khakhoulia) : Thora
- Jamie Maclachlan (VF : Loïc Guingand) : Aldwin

## Production

### Développement
Le 17 mars 2016, la série est renouvelée pour une cinquième saison de vingt épisodes.

### Diffusions
Aux États-Unis et Canada, la saison est diffusée depuis le 29 novembre 2017 sur History.

## Liste des épisodes

### Épisode spécial: titre français inconnu (The Saga of Lagertha)
- États-Unis : 29 novembre 2017 sur History Canada / History États-Unis[5]

- États-Unis : 1,8 million de téléspectateurs[6] (première diffusion)

- Épisode récapitulatif diffusé à 20 h sur History[2].

### Épisode 1:Départs
- Canada /  États-Unis : 29 novembre 2017 sur History Canada / History États-Unis[4]
- France : 
  - 30 novembre 2017 sur Canal+ Séries[9],[10] (en VOSTFr[9])
  - 11 janvier 2018 sur Canal+[11] (en VF)
- Québec : 30 novembre 2017 sur Super Écran[12] (en VQ)
- Belgique : 6 janvier 2019 sur La Deux

- Canada : 790 000 téléspectateurs[13] (première diffusion + différé 7 jours)
- États-Unis : 2,17 millions de téléspectateurs[6] (première diffusion)

Les fils de Ragnar organisent les funérailles de Sigurd, après qu'Ivar l'a tué d'un coup de hache. Le jeune infirme, sous le poids de la culpabilité, confesse qu'il n'a jamais voulu tuer son frère et qu'il regrette profondément son geste. Il cherche du réconfort auprès de Floki mais apprend que ce dernier, encore endeuillé par la mort douloureuse d'Helga dont il ne parvient à se remettre, compte partir loin des siens. Le charpentier fait ensuite ses adieux aux fils de Ragnar et prend donc la mer, seul, à bord d'un minuscule drakkar qu'il a conçu car désormais, il souhaite « se rendre là où les Dieux l'auront décidé ».
À la suite de ce départ, Bjorn annonce son intention immédiate de retourner explorer la Méditerranée et décidé, il embarque avec sa flotte, accompagné de Halfdan le Noir en laissant le reste de la « Grande Armée » sous le commandement d'Ubbe tandis que le roi Harald retourne à Kattegat afin d'informer Lagertha des récentes victoires des guerriers. Après le départ de Bjorn, les trois fils Lothbrok restant décident d'envahir York, une cité proche de la mer qui leur permettrait de mieux se défendre face à l'ennemi et de solidifier leur main mise sur le royaume. Grâce à leur stratégie, ils attaquent la ville un jour férié et y massacrent sans difficulté les habitants présents en pillant entre autres les richesses du monastère.
Au même moment, l'évêque « combattant » Heahmund, sur les traces de la Grande Armée, arrive à la demeure du roi Ecbert. Il fouille les décombres du château et y découvre la dépouille du Souverain, qu'il bénit avant de le faire enterrer dignement. Un prêtre survivant de la bataille contre les Vikings confesse qu'Aethelwulf, nommé nouveau roi du Wessex, est toujours en vie et s'est exilé quelque part dans des terres sauvages avec sa femme et ses fils. En effet, ces derniers, mal en point après avoir perdu leur royaume, sont réduits au statut de simples paysans. Judith tente de soigner son fils Alfred, atteint d'une mystérieuse maladie qui l'affaiblit de jour en jour.

### Épisode 2:Ceux qui ne sont plus parmi nous
- Canada /  États-Unis : 29 novembre 2017 sur History Canada / History États-Unis[4]
- France : 
  - 30 novembre 2017 sur Canal+ Séries[9],[10] (en VOSTFr[9])
  - 11 janvier 2018 sur Canal+[14] (en VF)
- Québec : 30 novembre 2017 sur Super Écran[15] (en VQ)
- Belgique : 6 janvier 2019 sur La Deux

- Canada : 790 000 téléspectateurs[13] (première diffusion + différé 7 jours)
- États-Unis : 2,17 millions de téléspectateurs[6] (première diffusion)

À Kattegat, Lagertha rend visite à Harald, toujours prisonnier et enchaîné. Bien décidé à devenir roi de toute la Norvège, il essaye de soudoyer sa ravisseuse en lui faisant une demande en mariage, qui lui donnerait le statut de reine de Norvège. Mais la guerrière au bouclier refuse son offre, estimant qu'elle n'a pas besoin d'épouser un roi et préfère commander seule. Lagertha humilie Harald en le violant. Cependant, au cours de la nuit, les hommes d'Harald réussissent à le libérer en tuant les gardes et enlèvent Astrid alors qu'elle se promenait dans Kattegat après s'être disputée avec Lagertha. Harald souhaite faire de la jeune femme sa reine. Cet enlèvement furtif commence à semer le doute sur le pouvoir de Lagertha en sa qualité de souveraine, ce que Margrethe ne manque pas de faire remarquer à Torvi. Lagertha est troublée par l'enlèvement d'Astrid et tente de le dissimuler.
À York, Ubbe et Hvitserk sont confrontés à la désobéissance d'Ivar qui conteste de plus en plus les décisions de ses aînés. Ubbe lui fait remarquer une fois de plus l'importance d'être unis car une armée saxonne s'approche d'eux afin de riposter, à la suite de la prise d'York. Ivar se fait confectionner des genouillères en acier par le forgeron qui, une fois fixées à ses jambes estropiées, lui permettent de se tenir debout et de se mouvoir presque correctement.
Quelque part dans les terres sauvages d'Angleterre, Alfred, mal en point, agonise. Mais il semble "guérir" soudainement de sa maladie après avoir eu une vision d'Athelstan, son véritable père, dans les marais. Une fois son fils remis, Aethelwulf convoque le reste de ses guerriers et va à la rencontre de l'évêque Heahmund pour établir une stratégie. À la fin de cette réunion des armées d'Heahmund et d'Aethelwulf, les Saxons se préparent à aller affronter la Grande Armée, toujours à York.

### Épisode 3:Parmi les miens
- Canada /  États-Unis : 6 décembre 2017 sur History Canada / History États-Unis
- France : 7 décembre 2017 sur Canal+ Séries (en VOSTFr)
- Québec : 7 décembre 2017 sur Super Écran[16] (en VQ)
- Belgique : 6 janvier 2019 sur La Deux

- États-Unis : 2,3 millions de téléspectateurs[17] (première diffusion)

Arrivé sur cette contrée étrange et mystérieuse qu'est l'Islande, Floki continue au fur et à mesure d'explorer l'endroit. Ressentant une présence divine en ces lieux, il voit apparaître devant lui plusieurs formes humaines mystiques : les Valkyries. Convaincu qu'il se trouve bel et bien à Ásgard après que l'une de ses blessures se soit guérie miraculeusement lorsqu'il s'est plongé dans une source d'eau, il s'en remet aux Dieux et décide qu'il finira sa vie en ce lieu.
En mer, Bjorn et Halfdan discutent de leurs ambitions respectives ainsi que de leur envie mutuelle d'explorer de nouvelles terres afin d'acquérir gloire et renommée.
De son côté, le roi Harald arrive dans son royaume accompagné d'Astrid. Le Souverain annonce à sa cour son souhait de faire de la jeune femme son épouse en organisant un banquet avec ses sujets. Mais cette dernière ne compte pas se laisser faire et continue de résister à ses avances.
En Angleterre, les fils de Ragnar doivent défendre la ville d'York contre l'attaque des armées d'Aethelwulf et d'Heahmund. Mais les Anglais tombent rapidement dans les différents pièges dressés tout autour des remparts de la ville pour défendre l'endroit. Leur avancée est coupée court lorsque les guerriers se retrouvent face à face avec Ivar assis au beau milieu de la cour, le visage ensanglanté, qui les défie avec des hurlements sauvages. Terrifiés, les Anglais, y compris Heahmund, n'osent avancer. Cette diversion permet à Ubbe et Hvitserk de repousser les Saxons et de les faire battre en retraite hors de la ville. L'un des lieutenants d'Heahmund, le seigneur Denewulf meurt d'une flèche dans l’œil peu avant que les Saxons ne se replient. Aethelwulf se replie avec son fils Aethelred blessé, Heahmund et le reste de leur armée.
Cependant, après la bataille de York, les Lothbrok sont une fois de plus confrontés les uns aux autres : alors que Ubbe souhaite faire la paix et coloniser des terres, Ivar, lui préfère continuer la lutte. Ivar rencontre une jeune esclave qui est amenée auprès de lui pour être sacrifiée aux dieux. Cependant, le manque de peur de la jeune femme envers lui et sa soumission apparente intéressent Ivar. Il lui demande de se déshabiller et de l'embrasser. Elle obéit volontiers et dit à Ivar qu'il est spécial et favorisé par les dieux malgré sa maladie et lui murmure à l'oreille que de grandes choses l'attendent. Ivar, ému par ses paroles, la libère. Discrètement et en pleine nuit, Ubbe, Hvitserk et quelques soldats se rendent au campement d'Aethelwulf, décidés à conclure un pacte de non agression. Mais le roi du Wessex refuse leur offre, les enferme violemment et finit par les chasser du campement. De retour à York, Ubbe et Hvitserk sont publiquement humiliés par leur frère Ivar, qui accuse ses aînés d'avoir montré leur faiblesse en ayant cru qu'un tel arrangement avec les Saxons aurait pu être possible. Par cela, Ivar annonce devant la Grande Armée que ce comportement « de lâche » de ses aînés prouve que lui seul est bel et bien un meneur d'hommes digne de ce nom.

### Épisode 4:En terre étrangère
- Canada /  États-Unis : 13 décembre 2017 sur History Canada / History États-Unis
- France : 14 décembre 2017 sur Canal+ Séries (en VOSTFr)
- Québec : 14 décembre 2017 sur Super Écran[18] (en VQ)
- Belgique : 13 janvier 2019 sur La Deux

- États-Unis : 2,02 millions de téléspectateurs[19] (première diffusion)

De retour à Kattegat, Ubbe est accueilli par Lagertha, qui profite de sa colère contre ses frères pour lui proposer une alliance contre le roi Harald en contrepartie d'un soutien militaire contre Ivar et Hvitserk. Cependant, Margrethe tente de persuader le jeune homme que c'est lui qui serait le plus susceptible de régner sur Kattegat à la place de Lagertha, qu'elle juge trop faible ou encore de Bjorn, parti au loin. Plus tard, Lagertha rend visite au Devin, qui lui assure que les conséquences de la mort de Ragnar sont loin d’être terminées mais lui révèle qu'elle reverra un jour son fils, mais que cela se passera dans de terribles circonstances.
Le fils aîné de Ragnar justement, vogue en pleine Méditerranée et vient de passer le Détroit de Gibraltar. Accompagné d'Halfdan le Noir et de Sinric, qui leur fait office de traducteur, ils accostent en Sicile, où ils se présentent comme de simples marchands afin de ne pas trop attirer l'attention. Là, ils font la connaissance du commandant byzantin des lieux, un nommé Euphemius, avec qui ils passent la soirée. Cependant, ils comprennent vite que leur hôte n'est pas le grand homme qu'ils pensaient et que c'est en réalité l'Émir musulman Ziyadat Allah I d'Ifriqiya qui dirige cette contrée depuis l'Afrique. Bjorn, désireux de se rendre dans ce nouveau monde encore non-exploré, demande au commandant de l’y conduire par la mer afin d'y rencontrer l'Émir. De plus, Bjorn et Halfdan remarquent l'étrange influence qu'une jeune nonne chrétienne prénommée Kassia a sur le commandant.
En Norvège, Astrid accepte finalement d'épouser Harald. Le peuple du Roi est témoin de la cérémonie, qui est célébrée en grande pompe.
De son côté, Floki, qui s'est entièrement remis aux Dieux, a décidé de quitter temporairement son paradis afin de convaincre d'autres vikings de venir habiter avec lui en Islande.

### Épisode 5:Le Prisonnier
- Canada /  États-Unis : 20 décembre 2017 sur History Canada / History États-Unis
- France : 21 décembre 2017 sur Canal+ Séries (en VOSTFr)
- Québec : 21 décembre 2017 sur Super Écran[20] (en VQ)
- Belgique : 13 janvier 2019 sur La Deux

- États-Unis : 2,1 millions de téléspectateurs[21] (première diffusion)

À York, les troupes d'Aethelwulf et d'Heahmund sont prises à revers par l'armée d'Ivar, qui surgit hors des souterrains. Durant la bataille, Mannel est tué par un Viking Berserker alors qu'il combattait Hvitserk. Pris de court, les Saxons sont rapidement défaits et Heahmund est fait prisonnier. Aethelwulf et Alfred battent en retraite avec le reste de leurs hommes hors de la ville. Pendant ce temps, Ivar passe du temps avec l'évêque emprisonné afin de faire "plus ample connaissance" et ils discutent de leur différents mode de vie et de leur rapport aux Dieux. Après quoi, Hvitserk et Ivar décident de retourner à Kattegat (tout en emportant Heahmund avec eux) afin que le jeune infirme puisse revendiquer le titre de roi de la cité avant le retour de Bjorn. En prélude au conflit, ils ont pour projet de s'allier avec le roi Harald dans le but de renverser Ubbe et Lagertha.
À Kattegat justement, Floki fait son retour. Il raconte à Lagertha avoir trouvé une terre "sauvage et divine" et lui annonce être désireux d'emmener certains habitants de la ville avec lui afin qu'ils puissent vivre paisiblement sur "la nouvelle terre des Dieux". Mais la Reine refuse catégoriquement, déclarant qu'elle a besoin de tous les guerriers de la ville pour combattre le roi Harald. En secret, le constructeur de bateau rassemble un petit comité de citadins pour l'accompagner dans son projet fou. Guthrum, le fils de Torvi, est emballé par cette idée de terre mystique.

### Épisode 6:Mésalliances
- Canada /  États-Unis : 27 décembre 2017 sur History Canada / History États-Unis
- Québec : 28 décembre 2017 sur Super Écran[22] (en VQ)
- Belgique : 13 janvier 2019 sur La Deux

- Canada : 704 000 téléspectateurs[23] (première diffusion + différé 7 jours)
- États-Unis : 1,747 million de téléspectateurs[24] (première diffusion)

Dans le désert, Bjorn, Halfdan et Sinric arrivent à se débarrasser de leur assaillants juste avant que les lames de leurs ennemis ne les abattent. Mais ils sont pris de court par la tempête de sable qui fond sur eux.
Au Wessex, Aethelwulf et sa famille s'installent dans l'ancienne demeure d'Ecbert, restée abandonnée et en ruines depuis le sac de la Grande Armée. Alfred annonce à Judith qu'il compte faire un pèlerinage au monastère de Lindisfarne, car il souhaite suivre les pas de son véritable père, Athelstan.
De leur côté, Ivar et Hvitserk arrivent en Norvège, chez le roi Harald. Bien déterminés à venger la mort de leur mère Aslaug, ils concluent un pacte avec Harald afin d'attaquer Kattegat ensemble d'ici deux lunes pour renverser Lagertha. Ivar fait bien comprendre à Hvitserk que diriger un royaume ne l'intéresse pas et qu'il est uniquement motivé par la vengeance. Cependant, il se méfie d'Harald, étant donné qu'ils convoitent le même trône. Le jeune infirme propose également un choix à Heamhund, qu'il détient toujours captif : soit il se bat à ses côtés contre les habitants de Kattegat, soit il choisit de mourir. L’évêque, après une remise en question, accepte malgré lui de prendre les armes du côté d'Ivar.
En secret, Astrid, restée fidèle à Lagertha malgré son mariage arrangé, tente de faire parvenir à la Reine un message d'alerte sur les intentions d'Harald et d'Ivar. Elle soudoie un capitaine de navires pour qu'il transmette un message à Kattegat, mais son plan se retourne contre elle lorsque le Capitaine exige une relation sexuelle afin de sceller leur pacte. Astrid accepte à contrecœur et se rend dans une maison avec le Capitaine afin d'assouvir son fantasme. Le Capitaine s'étant soulagé, Astrid est prise au piège par les hommes de l'équipage avec l'accord du Capitaine : elle est alors violée à plusieurs reprises...
À Kattegat, Lagertha découvre que Floki est allé à l'encontre de ses ordres et a regroupé plusieurs fidèles afin de l'accompagner pour aller vivre en Islande. Lasse des trahisons, elle autorise finalement les guerriers à quitter la ville pour leur donner une chance de voir si cette terre est bien réelle, ce qui provoque les commentaires acerbes de Margrethe. Une fois arrivée en Islande, la petite colonie semble bien déçue en constatant que la terre y est incultivable. La Reine reçoit également le messager d'Astrid, qui la prévient de l'attaque imminente d'Harald, Ivar et Hvitserk sur Kattegat.

### Épisode 7:La pleine lune
- Canada /  États-Unis : 3 janvier 2018 sur History Canada / History États-Unis
- Québec : 4 janvier 2018 sur Super Écran[25] (en VQ)
- Belgique : 20 janvier 2019 sur La Deux

- États-Unis : 2,031 millions de téléspectateurs[26] (première diffusion)

Bjorn et Halfdan sont de retour à Kattegat où ils apprennent que Lagertha s'apprête à contrer l'offensive du roi Harald, accompagnés de Hvitserk et d'Ivar. La Reine leur apprend également que des jarls venant d'autres contrées ont été convoqués. Bjorn s'étonne notamment de la présence des Samis. Lagertha interroge Halfdan sur sa fidélité, et ce dernier jure sur son bracelet qu'il se battra aux côtés de Bjorn, qui lui a sauvé la vie. Ce dernier rompt avec sa femme Torvi avant de tenter de conquérir une de ses alliées et invitées, la princesse Snaefrid du peuple des Samis. Cette dernière avoue son attirance pour Bjorn et son envie de l'épouser dès l'instant où elle l'a vu et ils finissent par faire l'amour. De son côté, Margrethe tente une fois de plus de monter Ubbe contre Bjorn et Lagertha alors qu'elle l'a surpris en train d'embrasser Torvi. Peu après, Lagertha parle avec son fils lui racontant que Ragnar lui manque, qu'elle regrette l'époque où ils étaient fermiers et qu'elle espère y retourner un jour. Elle ajoute qu'Astrid lui manque cruellement depuis son enlèvement par le roi Harald.
Un peu plus tard, un conseil de guerre a lieu dans le grand skalli autour duquel chacun essaye d'établir une stratégie de défense. Lagertha, Bjorn et Ubbe tentent d'établir leurs plans de bataille (par la terre ou par la mer) tout en essayant d'anticiper les différentes stratégies possibles d'Ivar, ce qui est difficile étant donné la réputation de fin stratège de ce dernier. 
En Islande, la colonie semble déçue d'avoir suivi Floki, critiquant chaque nouvelle décision de ce dernier au fur et à mesure qu'ils s'enfoncent dans le continent. Très vite, la question du gouvernant commence à se poser et même si le constructeur de bateau souhaitait s'éloigner des conflits du pouvoir, il commence à découvrir qu'il ne pourra pas y échapper.
En Angleterre, Alfred est arrivé au monastère de Lindisfarne. Il décide d'en apprendre plus sur son père en questionnant l'abbé tout en lui exposant sa propre manière de penser. Le soir, alors que le jeune homme commence à prier dans sa chambre, il entend en même temps la voix désincarnée d'Athelstan réciter les saintes paroles.
En Norvège, des renforts arrivent pour attaquer Kattegat. Astrid semble bien mal en point et vomit. Elle annonce à Harald qu'elle est sans doute enceinte, ce qui le rend fou de joie. Ivar, lui, questionne Heahmund sur ses véritables intentions et teste son allégeance à la veille de la bataille.

### Épisode 8:La Plaisanterie
- Canada /  États-Unis : 10 janvier 2018 sur History Canada / History États-Unis
- Québec : 11 janvier 2018 sur Super Écran[27] (en VQ)
- Belgique : 20 janvier 2019 sur La Deux

- États-Unis : 2,147 millions de téléspectateurs[28] (première diffusion)

En Islande, la communauté de Floki s'est installée tant bien que mal sur un terrain rocailleux autour d'une source chaude et commence petit à petit à construire des bâtisses. Des divisions au sein du petit groupe commencent très vite à éclater, due notamment à quelques membres mécontents qui commencent à maudire cette terre désolée tout comme le constructeur de bateau qui les y a conduits. Ce dernier ne dit rien face à ces révoltes, mais continue de croire en ses idées.
En Angleterre, Alfred est rentré de son pèlerinage. Il avoue à sa mère être déçu par l'enseignement religieux donné par les moines et ne considère plus Aethelwulf comme son père qui est bien trop occupé à faire de son fils Aethelred un grand guerrier.
En Scandinavie, les deux camps se préparent à la guerre. Harald et Ivar apprêtent leurs bateaux tandis qu'à Kattegat, tous les guerriers valides sont sollicités et se tiennent sur le qui-vive. Le jour de la bataille, les deux armées se font face sur un champ désert. Néanmoins, afin d'éviter un affrontement inutile entre frères, Ubbe et Bjorn tentent de raisonner Hvitserk de ne pas se battre contre eux tandis que Harald fait de même avec Halfdan, sans grand succès. Le lendemain, autour d'un no man's land, les principaux dirigeants se font face et discutent de leurs éventualités lors de pourparlers. Lagertha fait tout pour éviter un conflit interne et veut préserver les guerriers vikings pour d'éventuels futurs raids ensemble. Elle en profite pour dire à Astrid qu'elle est heureuse de la revoir, mais à cause de son mariage arrangé, Astrid ne peut rejoindre sa bien-aimée et reste malgré elle dans le camp adverse. Quant aux frères Lothbrok, ils supplient une dernière fois Ivar d'oublier sa vengeance contre la Reine de Kattegat et d'aller de l'avant en faisant appel au souvenir de leur père Ragnar, afin de préserver sa mémoire et son héritage. Pendant un moment, le jeune infirme fait mine d'accepter enrageant le roi Harald, mais change d'avis aussitôt et met fin aux pourparlers, réjouissant Harald en déclarant qu'il n'aura de repos qu'après avoir tué Lagertha...

### Épisode 9:Une histoire simple
- Canada /  États-Unis : 17 janvier 2018 sur History Canada / History États-Unis
- Québec : 18 janvier 2018 sur Super Écran[29] (en VQ)
- Belgique : 20 janvier 2019 sur La Deux

- États-Unis : 2,15 millions de téléspectateurs[30] (première diffusion)

Non loin de Kattegat, après la bataille, les armées de Lagertha se regroupent afin de soigner leurs blessés, tout en pensant à l'offensive prochaine de la part d'Harald et de Ivar. La reine se préoccupe du sort d'Heahmund, qui semble rapidement guérir de ses blessures. Intriguée par le prêtre guerrier qu'elle a sauvé, Lagertha souhaite connaître ses motivations et ses convictions quant au futur. Après avoir fait plus ample connaissance, Heahmund décide d'offrir son épée au service de la reine, les deux deviennent également amants. De son côté, Ubbe avoue à Torvi qu'il regrette d'avoir épousé Margrethe et qu'il a perdu toute confiance en elle.
En Norvège, Harald reproche à Ivar d'avoir manqué de stratégie au cours de la bataille. Hvitserk propose d'aller demander de l'aide à leur oncle Rollo en Francie afin que les forces militaires des Francs leur viennent en aide pour assurer leur victoire. La proposition est acceptée et leur oncle leur envoie des soldats francs qui viennent grossir leurs rangs. Cependant, Hvitserk explique à son frère que Rollo préfère se tenir personnellement à l'écart du conflit, préoccupé par ses propres responsabilités de comte. Hvitserk précise également à son frère que Rollo a accepté de les aider à une condition : que Bjorn ne soit pas tué, Ivar rétorque qu'ils l'épargneront peut-être.
La nouvelle de l'arrivée des troupes franques en Norvège atteint bientôt Kattegat. Inquiets par ce retournement de situation, Lagertha, Björn et Ubbe comptent proposer un arrangement avec les Francs et Ivar. Lors d'une entrevue avec ses frères, Björn les supplie de renoncer à la vengeance afin d’épargner des vies, mais sans succès. Ivar tente même d'assassiner Bjorn en faisant signe aux guerriers présents dans le grand skalli de l'attaquer, mais le roi Harald intervient pour l'empêcher, avertissant Ivar que ce genre de traîtrise est contraire à toutes leurs coutumes. Déçu par cette issue finale, Bjorn repart sur Kattegat.
En Islande, les dissensions au sein de la petite communauté sont de plus en plus violentes. Alors que certains partisans de Floki édifient un temple dédié à Thor et font des sacrifices, d'autres préfèrent la confrontation directe en incendiant le temple. Découlant de cela, une rixe éclate et se solde par un mort. Floki se désole devant cette situation.
- Départ de l'acteur Moe Dunford (Æthelwulf), présent dans la série depuis la deuxième saison.

### Épisode 10:Visions
- Canada /  États-Unis : 24 janvier 2018 sur History Canada / History États-Unis
- Québec : 25 janvier 2018 sur Super Écran[31] (en VQ)
- Belgique : 27 janvier 2019 sur La Deux

- États-Unis : 2,25 millions de téléspectateurs[32] (première diffusion)

En Islande, à la suite d'une bagarre qui a éclaté au sein de la communauté, les congénères de Floki enterrent leurs morts. Afin d'apaiser les tensions, le constructeur de bateaux décide de s'offrir lui-même en sacrifice aux dieux afin qu'Ils donnent une seconde chance à la colonie.
À Kattegat, Margrethe interroge le devin sur le futur. Ambitieuse, cette dernière songe à éliminer les enfants de Bjorn afin qu'Ubbe puisse plus facilement accéder au trône de Kattegat et, ainsi, qu'elle puisse accéder au statut de reine. 
Au dehors, les armées, sur le qui vive, se préparent à la bataille finale. À quelques instants du combat, les principaux protagonistes envisagent le futur : Lagertha fait ses adieux à Heahmund et déclare être prête à mourir, Ivar questionne Hvitserk quant à sa loyauté, Astrid coupe les cheveux de Harald tout en se préparant à la mort tandis que celui-ci entame un chant en même temps que son frère Halfdan. Les armées se lancent ensuite à corps perdu dans la bataille, qui s'avère terriblement meurtrière pour les deux camps. Les Sami, dont Snaefrid, sont tués au cours d'une embuscade dans les sous-bois. Sur le champ de bataille, Ubbe rencontre Hvitserk mais renonce à lui porter le coup fatal au dernier moment, ne pouvant se résoudre à l'achever. Ce dernier en profite pour tuer Guthrum sous les yeux de Torvi et de Lagertha, horrifiées. De son côté, Halfdan fait face à Harald. Après un moment d'hésitation, le roi fini par trancher la gorge de son frère avant de lui chuchoter qu'ils se retrouveront au Valhalla. Quant à Lagertha, elle fait face à Astrid qui, après lui avoir révélé sa grossesse, la supplie de la tuer car elle ne souhaite par vivre ce genre de vie. Et c'est le cœur brisé que la reine de Kattegat accomplit son acte en transperçant le ventre de son amante de son épée.
Resté en retrait, Ivar observe les guerriers se battre. Il aperçoit Heahmund qui le défie du regard et comprend que ce dernier a changé d'allégeance. Il voit également Lagertha qui le défie de son épée, ce qui l'enrage encore plus. Bjorn fait décocher une volée de flèches vers son jeune frère mais aucune ne l'atteint. Ivar lance alors un ultime assaut meurtrier avec les troupes franques, qui submergent celles de Bjorn, qui n'ont d'autre choix que se replier en catastrophe vers Kattegat. Les guerriers battus se regroupent en ville, prêts à l'abandonner à tout moment, étant poursuivis par l'armée d'Ivar. Torvi retrouve ses deux derniers enfants en vie et chasse Margrethe. Alors que chacun se prépare à quitter la ville, Bjorn retrouve sa mère recroquevillée au pied du trône, les cheveux blancs et dans un état second.
- Cet épisode marque la fin de la première partie de la saison.
- Départ des acteurs Jasper Pääkkönen (Halfdan le noir) et Josefin Asplund (Astrid) qui étaient présents dans la série depuis la quatrième saison.

### Épisode spécial: titre français inconnu (The Saga of Bjorn)
- États-Unis : 28 novembre 2018 sur History Canada / History États-Unis

- États-Unis : 1,57 million de téléspectateurs[33] (première diffusion)

### Épisode 11:Révélation
- Canada /  États-Unis : 28 novembre 2018 sur History Canada[34] / History États-Unis[35]
- France : 
  - 30 novembre 2018 sur Canal+ Séries[10] (en VOSTFr)
  - 7 février 2019 sur Canal+ (en VF)
- Belgique : 27 janvier 2019 sur La Deux

- États-Unis : 1,94 million de téléspectateurs[33] (première diffusion)

Ivar entre dans Kattegat et se déclare son nouveau roi. Ivar et Hvitserk célèbrent leur victoire; Harald pleure Astrid et est hanté par le meurtre de Halfdan. Alors qu'Ivar parle avec lui, il est surpris de revoir la jeune esclave qu'il a rencontré à York. Quand elle se présente à lui il apprend qu'elle s'appelle Freydis. Rollo arrive et Ivar lui dit que Lagertha, Bjorn et Ubbe ont disparu.
Rollo devine qu'ils se cachent dans la hutte où ils s'étaient abrités des années auparavant lorsque le Jarl Borg les avaient chassés de Kattegat, mais il se garde bien de le révéler à Ivar. Peu après, Rollo exhorte Lagertha et Bjorn à revenir avec lui en Francie, se révélant le père biologique de Bjorn. Bjorn rejette l'offre et Rollo en tant qu'oncle et en tant que père. Ajoutant que même s'il est possiblement son père, il ressemble plus à son père Ragnar, non seulement physiquement mais par ses principes aussi. Rollo rencontre Heahmund et lui demande l'absolution pour ses nombreux péchés.
Bjorn veut tuer Rollo pour toutes ses trahisons, ce dernier est prêt à l'accepter alors que Lagertha et Ubbe tentent de retenir Bjorn. Finalement au moment de frapper, Bjorn y renonce. Heahmund propose à ses alliés de se réfugier en Angleterre, Lagertha et les siens finissent par accepter.
A Kattegat, Rollo établit un traité avec Ivar, il exige un tribut élevé et finit par lui révéler où se cache Lagertha. Alors que Rollo repart avec son armée de francs, Ivar trouve la cabane mais est fou de rage car le temps qu'il arrive, Lagertha et ses partisans sont déjà partis, laissant derrière eux une Margrethe complètement folle. Ivar la découvre et la ramène à Kattegat. En la voyant Hvitserk la libère et l'emmène pour prendre soin d'elle. Lagertha et ses partisans volent un bateau et partent pour l'Angleterre sous la protection de Heahmund.
Pendant ce temps, en Islande, les colons votent sur le fait de sacrifier Floki. Le fils de Eyvind, Helgi, donne un vote décisif contre.
- Cet épisode marque la dernière apparition de Rollo, (interprété par Clive Standen), malgré le fait qu'il soit toujours en vie.

### Épisode 12:Le Sanctuaire de la mort
- Canada /  États-Unis : 5 décembre 2018 sur History Canada / History États-Unis
- France : 
  - 7 décembre 2018 sur Canal+ Séries[10] (en VOSTFr)
  - 7 février 2019 sur Canal+ (en VF)
- Belgique : 27 janvier 2019 sur La Deux

- États-Unis : 1,65 million de téléspectateurs[36] (première diffusion)

Heahmund suggère au roi Alfred d'autoriser Lagertha, Bjorn et Ubbe à s’installer en Est Anglie en échange de leur dévouement au combat contre d’autres incursions vikings. Alfred fait venir Bjorn, Lagertha, Ubbe et Torvi. Après avoir discuté, il accepte de les accueillir en invités et amis ainsi que leurs partisans, ce qui outrage plusieurs nobles. Lorsque Bjorn aborde les terres d'Est Anglie qui leur ont été accordées par le roi Ecbert, Alfred affirme qu'il est d'accord pour les leur offrir à la condition qu'ils acceptent de se battre à ses côtés contre leurs compatriotes.
Après ça, Heahmund est informé que son évêché a été donné à Cuthred, en raison de sa mort présumée. Heahmund se rend à son évêché pour discuter avec son ancien lieutenant et apprend lorsque ce dernier lui fait des révélations indirectes qu'il fait partie d'un complot pour tuer Alfred.
Dans Kattegat, Ivar est fiancé à Freydis. Quand son impuissance l’empêche d’avoir des relations sexuelles avec elle, Freydis consomme le sang d’Ivar, affirmant que cela la fera concevoir, mais elle couche ensuite en secret avec un esclave d’Ivar.
Pendant ce temps, Alfred s'entretient avec Bjorn et Ubbe. Les deux frères souhaitent que leur peuple s'installe sur les terres d'Est Anglie qui leur auront été accordées par le Roi Ecbert et montrent la charte à Alfred. Mais ce dernier leur révèle que la charte ne vaut rien car son grand père avait déjà renoncé à sa couronne en faveur de son fils avant leur arrivée, ce qui mécontente les fils de Ragnar. Cependant Alfred réaffirme qu'il est disposé à leur accorder ces terres à condition qu'ils se battent contre leurs compatriotes.
Dans la colonie islandaise, Frodi attribue la mort de Thorgrim au fils d'Eyvind, Asbjorn, tandis que Floki informe Aud de sa crainte que ses visions soient dues à la démence.
Dans le Wessex, Alfred implore Ubbe de se convertir au christianisme. Pendant ce temps, Alfred ignore sa future épouse Elsewith, qui commence une liaison avec Bjorn.
Ivar fait un rêve inquiétant impliquant Margrethe, il la fait alors tuer.

### Épisode 13:Un nouveau dieu
- Canada /  États-Unis : 12 décembre 2018 sur History Canada / History États-Unis
- France : 
  - 14 décembre 2018 sur Canal+ Séries[10] (en VOSTFr)
  - 14 février 2019 sur Canal+ (en VF)
- Belgique : 3 février 2019 sur La Deux

- États-Unis : 1,77 million de téléspectateurs[37] (première diffusion)

Ubbe et Torvi acceptent la demande d'Alfred pour leur conversion, mais ils s'opposent alors à Bjorn. Bjorn est approché par Magnus, qui cherche à se venger d'Alfred. Alfred et Æthelred se disputent pour savoir s'il faut punir Heahmund pour le meurtre de Cuthred. Alfred choisit de laisser le jugement de Heahmund à Dieu, à la consternation des nobles. Heahmund raconte que Æthelred pourrait être le chef d'un complot contre Alfred.
Harald quitte Kattegat pour York afin de préparer un raid sur le Wessex. Il manipule le gouverneur d'Ivar, Olavsonn, pour le soutenir dans son futur plan d'invasion de Kattegat.
En Islande, Floki parvient à réunir les familles en conflit autour de l’enfant attendu de Helgi et de Thorunn, une fille de Kjetill. Cependant, peu de temps après, Thorunn disparaît.

### Épisode 14:Les Moments perdus
- Canada /  États-Unis : 19 décembre 2018 sur History Canada / History États-Unis
- France : 
  - 20 décembre 2018 sur Canal+ Séries[10] (en VOSTFr)
  - 14 février 2019 sur Canal+ (en VF)
- Belgique : 3 février 2019 sur La Deux

- États-Unis : 1,69 million de téléspectateurs[38] (première diffusion)

Ivar sacrifie une femme soldat qu'il prétend être Lagertha, alors que sa relation avec Hvitserk devient de plus en plus conflictuelle. Alors qu'Ivar exécute les rebelles, Hvitserk consulte le Voyant qui lui offre une vision effrayante de l'avenir.
En Islande, une vision de Thorunn rend visite à Floki, qui révèle son meurtre de la main du fils d'Eyvind, Asbjorn. Floki exile Eyvind et sa famille de la colonie.
En Angleterre, Ubbe entraîne Alfred en préparation du raid de Harald. Magnus suggère à Bjorn, Ubbe et Lagertha de rejoindre Harald. Ubbe et Lagertha ne croient pas que Magnus soit le fils de Ragnar. Alors que l'armée de Harald se rapproche du Wessex, Harald devient attiré par l'épouse d'Olavsonn, Gunnhild. Æthelred est chargé par les nobles conspirateurs d'assassiner Alfred et ses alliés vikings, mais le moment venu, il se trouve incapable de passer à l'acte et refuse de donner le signal.

### Épisode 15:L'Enfer
- Canada /  États-Unis : 26 décembre 2018 sur History Canada / History États-Unis
- France :27 décembre 2018 sur Canal+ Séries[10] (en VOSTFr)
- Belgique : 3 février 2019 sur La Deux

- États-Unis : 1,52 million de téléspectateurs[39] (première diffusion)

Ivar fait incinérer secrètement le corps du Voyant, tout en promettant publiquement de traduire les responsables de son enlèvement en justice.
- Départ de l'acteur principal Jonathan Rhys-Meyers dans le rôle d'Heahmund.

### Épisode 16:Le Bouddha
- Canada /  États-Unis : 2 janvier 2019 sur History Canada / History États-Unis
- France : 3 janvier 2019 sur Canal+ Séries[10] (en VOSTFr)
- Belgique : 10 février 2019 sur La Deux

- États-Unis : 1,63 million de téléspectateurs[40] (première diffusion)

Alfred annonce à Judith qu'il a pardonné Æthelred. Elle confronte Æthelred, qui affirme que sa loyauté envers Alfred l’empêchait de mener le complot. La nouvelle de la défaite de Harald parvient à Ivar qui planifie sa propre invasion du Wessex. Pendant ce temps, Alfred accorde aux Vikings l'Est-Anglie; Bjorn est mécontent de la conversion au christianisme d'Ubbe et de Torvi. Avec Gunnhild, il se dirige vers le nord pour conclure un accord avec Harald, après que Gunnhild a révélé son plan d'attaque de Kattegat.
Hvitserk rencontre un marchand et s'intéresse au bouddhisme.
En Islande, Helgi retourne à la colonie avec des engelures en annonçant qu'Eyvind est malade et plein de remords. Kjetill décide de mener une expédition de sauvetage avec Floki.
- Départ de l'acteur récurrent Darren Cahill dans le rôle du prince Æthelred.

### Épisode 17:L'Acte le plus terrible
- Canada /  États-Unis : 9 janvier 2019 sur History Canada / History États-Unis
- France : 10 janvier 2019 sur Canal+ Séries[10] (en VOSTFr)
- Belgique : 10 février 2019 sur La Deux

- États-Unis : 1,54 million de téléspectateurs[41] (première diffusion)

Æthelred est enterré alors qu'Alfred retrouve la santé. Judith lui révèle qu'elle l'a empoisonné à mort ; Alfred est furieux mais Judith maintient qu'il est nécessaire de faire des choses terribles pour rester au pouvoir. En apprenant qu'une grande flotte de Danois s'approche du Wessex, Ubbe convainc le roi de le nommer chef de son armée. À York, Harald passe le même contrat avec Bjorn qu’il avait avec Ivar: à la mort de Bjorn, Kattegat sera à Harald. Harald aborde Gunnhild en privé et admet ses sentiments. Gunnhild laisse entendre qu'elle épousera Harald s'il devenait roi de Norvège.
À Kattegat, Ivar s'inquiète pour Hvitserk et décide de le forcer à se rendre en mission diplomatique auprès de son allié, Olaf le puissant.
- Départ des acteurs récurrents Kristen Holden-Ried (Eyvind), Jack McEvoy (Helgi le maigre), Donna Dent (Rafarta) et Leah McNamara (Aud)

### Épisode 18:Baldur
- Canada /  États-Unis : 16 janvier 2019 sur History Canada / History États-Unis
- Belgique : 10 février 2019 sur La Deux

- États-Unis : 1,66 million de téléspectateurs[42] (première diffusion)

Le roi Olaf demande à Hvitserk quels sont les désirs d'Ivar ; Hvitserk lui répond que son frère est un tyran et demande à Olaf de l’aider à le renverser. Olaf, amusé, fait torturer Hvitserk. Néanmoins, Ce dernier refuse de changer d'avis au sujet d'Ivar. Impressionné, Olaf décide de le soutenir.
A Kattegat, Freydis donne naissance au "fils" d'Ivar, Baldur. L'enfant est déformé et Ivar l'abandonne dans les bois, ne voulant pas qu'il mène une vie comme la sienne.
En Angleterre, Judith est traitée par une sorcière pour une tumeur à la poitrine. Dans sa hutte, elle retrouve Lagertha en plein délire et elle la ramène au château royal. Ubbe s'entretient avec les chefs des "Danois", les rois Hemming, Angantyr et Frodo, en leur proposant de s'installer en Est-Anglie. Quand Frodo refuse, Ubbe le met au défi de le combattre.

### Épisode 19:Le Secret de la grotte
- Canada /  États-Unis : 23 janvier 2019 sur History Canada / History États-Unis
- Belgique : 17 février 2019 sur La Deux

- États-Unis : 1,68 million de téléspectateurs[43] (première diffusion)

En Angleterre, Judith, la mère du roi Alfred, meurt. Ubbe combat en duel le roi Frodo et gagne, mais il est gravement blessé. Pendant le combat et alors qu'il était sur le point de mourir, Ubbe invoque Odin et réalise que sa vraie foi repose sur les dieux vikings, il le confie à Torvi. Grâce à Ubbe, la guerre est évitée et les rois Hemming et Angantyr s'installent dans l’ancien royaume d’Est-Anglie avec leur peuple. En ramenant Ubbe pour qu'il soit soigné, Torvi retrouve Lagertha en vie et les deux guerrières s'enlacent. Pendant ce temps, Lagertha se souvient de ce qui lui est arrivé après le combat, de la sorcière qui lui a coupé les cheveux et lui a annoncé qu'elle serait désormais une nouvelle personne.
Lorsque le roi Alfred offre aux Danois les terres promises, Ubbe, Torvi et Lagertha les accompagnent. Cette dernière sourit et se demande si Ragnar les regarde en lui disant que leur rêve s'est enfin réalisé.
À Kattegat, Freydis affronte Ivar au sujet de son fils disparu et il finit par la frapper.
Plus tard, Ubbe et Torvi font leurs adieux à Alfred et Elsewith avant de rentrer chez eux. Lagertha demande à Ubbe si elle peut se joindre à eux et Ubbe accepte.
Bjorn, le roi Harald et leur armée traversent une tempête mais parviennent à atteindre la Norvège. Harald est de plus en plus contrarié par le comportement de Bjorn et une confrontation mortelle n'est évitée que par l'intervention de Gunnhild. En marchant vers Kattegat avec le roi Olaf et son armée, Hvitserk retrouve Bjorn. Ivar change ses plans et décide de rester à Kattegat et de renforcer les défenses au lieu d'attaquer l'Angleterre.
- Une partie du morceau Helvegen du groupe néofolk Wardruna est utilisée lors du combat sacré opposant Ubbe et l'un des trois rois Danois, Frodó. C'est la seconde fois que ce morceau est utilisé dans la série.[réf. nécessaire]
- Départ de l'actrice Jennie Jacques (Judith), présente dans la série depuis la deuxième saison.

### Épisode 20:Ragnarok
- Canada /  États-Unis : 30 janvier 2019 sur History Canada / History États-Unis
- Belgique : 17 février 2019 sur La Deux

- États-Unis : 1,92 million de téléspectateurs[44] (première diffusion)

## Audiences
Selon le site web de Télé Loisirs, 7,8 millions de personnes auraient regardé la saison lors de la diffusion TV. Si l'on ajoute à cela le replay, cela atteint 34,7 millions de personnes.